# Bulgarische Eishockeynationalmannschaft
Die bulgarische Eishockeynationalmannschaft (bulgarisch Национален отбор по хокей на България) belegt nach der Weltmeisterschaft 2023 in der IIHF-Weltrangliste Platz 36 und tritt 2024 in der Division II an.

## Geschichte

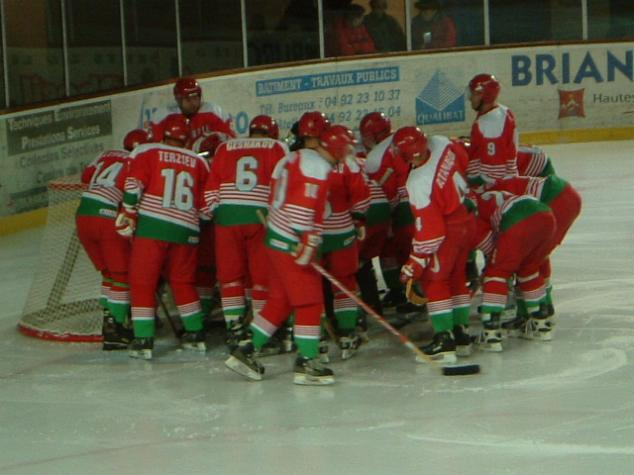
Bulgarische Eishockeynationalmannschaft während der Olympiaqualifikation 2004 in Frankreich

Der größte Erfolg der Nationalmannschaft war die Teilnahme an den Olympischen Winterspielen 1976 in Innsbruck. Nach einem 1:14 in der ersten Runde gegen die Tschechoslowakei und fünf weiteren Niederlagen in der Platzierungsrunde beendete man das Turnier schließlich als Zwölfter und somit Letzter.
Zuletzt spielte Bulgarien, das seit 1963 an IIHF-Weltmeisterschaften teilnimmt, bei der Eishockey-Weltmeisterschaft der Herren 2016 in der B-Gruppe der Division II, die in Mexiko-Stadt ausgetragen wurde. Nach Niederlagen gegen Nordkorea (3:9), Australien (0:14), Mexiko (1:10), Neuseeland (1:14) und Israel (3:5) beendete die Bulgarische Nationalmannschaft die WM punktlos auf dem letzten Platz. Damit stieg die Mannschaft nach dem Aufstieg zwei Jahre zuvor wieder in die Division III ab. Seit 2022 spielt das Team wieder in der Division II.
Lediglich bei vier Weltmeisterschaften (1970, 1976, 1992 und 1993) nahm die bulgarische Mannschaft an der damals zweitklassigen B-Gruppe teil. Bei allen anderen Weltmeisterschaften spielte sie in tieferen Stufen des jeweiligen Klassen- bzw. Divisionssystems.

### Platzierungen bei Weltmeisterschaften
| Saison | Turnier | Austragungsort                               | Platzierung                         | Besonderheiten          |
| ------ | ------- | -------------------------------------------- | ----------------------------------- | ----------------------- |
| 1963   | WM      | Stockholm, Schweden                          | Platz 19 (4. C-WM)                  |                         |
| 1967   | WM      | Wien, Österreich                             | Platz 19 (3. C-WM)                  |                         |
| 1969   | WM      | Skopje, Jugoslawien                          | Platz 19 (5. C-WM)                  | Aufstieg in B-WM        |
| 1970   | WM      | Bukarest, Rumänien                           | Platz 14 (8. B-WM)                  | Abstieg in C-WM         |
| 1971   | WM      | Den Haag, Niederlande                        | Platz 19 (5. C-WM)                  |                         |
| 1972   | WM      | Miercurea Ciuc, Rumänien                     | Platz 18 (4. C-WM)                  |                         |
| 1973   | WM      | Den Haag, Niederlande                        | Platz 18 (4. C-WM)                  |                         |
| 1974   | WM      | Grenoble, Frankreich                         | Platz 17 (3. C-WM)                  |                         |
| 1975   | WM      | Sofia, Bulgarien                             | Platz 16 (2. C-WM)                  | Aufstieg in B-WM        |
| 1976   | WM      | Aarau/Biel, Schweiz                          | Platz 16 (8. B-WM)                  | Abstieg in C-WM         |
| 1977   | WM      | Kopenhagen, Dänemark                         | Platz 20 (3. C-WM)                  |                         |
| 1978   | WM      | Las Palmas, Spanien                          | Platz 21 (5. C-WM)                  |                         |
| 1979   | WM      | Barcelona, Spanien                           | Platz 22 (4. C-WM)                  |                         |
| 1981   | WM      | Peking, Volksrepublik China                  | Platz 22 (6. C-WM)                  |                         |
| 1982   | WM      | Jaca, Spanien                                | Platz 22 (6. C-WM)                  |                         |
| 1983   | WM      | Budapest, Ungarn                             | Platz 22 (6. C-WM)                  |                         |
| 1985   | WM      | Megève/Chamonix/St. Gervais, Frankreich      | Platz 22 (6. C-WM)                  |                         |
| 1986   | WM      | Puigcerdà, Spanien                           | Platz 19 (3. C-WM)                  |                         |
| 1987   | WM      | Kopenhagen, Dänemark                         | Platz 23 (7. C-WM)                  |                         |
| 1989   | WM      | Sydney, Australien                           | Platz 21 (5. C-WM)                  |                         |
| 1990   | WM      | Budapest, Ungarn                             | Platz 22 (6. C-WM)                  |                         |
| 1991   | WM      | Kopenhagen, Dänemark                         | Platz 20 (4. C-WM)                  | Aufstieg in B-WM        |
| 1992   | WM      | Klagenfurt am Wörthersee/Villach, Österreich | Platz 17 (5. B-WM)                  |                         |
| 1993   | WM      | Eindhoven, Niederlande                       | Platz 20 (8. B-WM)                  | Abstieg in C1-WM        |
| 1994   | WM      | Poprad/Spišská Nová Ves                      | Platz 27 (7. C1-WM)                 |                         |
| 1995   | WM      | Sofia, Bulgarien                             | Platz 29 (9. C1-WM)                 | Abstieg in D-WM         |
| 1996   | WM      | Kaunas/Elektrėnai, Litauen                   | Platz 34 (6. D-WM)                  |                         |
| 1997   | WM      | Canillo, Andorra                             | Platz 35 (7. D-WM)                  |                         |
| 1998   | WM      | Krugersdorp/Pretoria, Südafrika              | Platz 33 (1. D-WM)                  | Aufstieg in C-WM        |
| 1999   | WM      | Eindhoven/Tilburg, Niederlande               | Platz 31 (7. C-WM)                  |                         |
| 2000   | WM      | Peking, Volksrepublik China                  | Platz 33 (9. C-WM)                  |                         |
| 2001   | WM      | Bukarest, Rumänien                           | Platz 35 (4. Division II)           |                         |
| 2002   | WM      | Novi Sad, Jugoslawien                        | Platz 35 (4. Division II)           |                         |
| 2003   | WM      | Sofia, Bulgarien                             | Platz 34 (3. Division II)           |                         |
| 2004   | WM      | Elektrėnai, Litauen                          | Platz 36 (4. Division II)           |                         |
| 2005   | WM      | Zagreb, Kroatien                             | Platz 35 (4. Division II)           |                         |
| 2006   | WM      | Sofia, Bulgarien                             | Platz 32 (2. Division II)           |                         |
| 2007   | WM      | Zagreb, Kroatien                             | Platz 37 (5. Division II)           |                         |
| 2008   | WM      | Miercurea Ciuc, Rumänien                     | Platz 38 (5. Division II)           |                         |
| 2009   | WM      | Sofia, Bulgarien                             | Platz 36 (4. Division II)           |                         |
| 2010   | WM      | Mexiko-Stadt, Mexiko                         | Platz 35 (4. Division II)           |                         |
| 2011   | WM      | Zagreb, Kroatien                             | Platz 38 (5. Division II)           |                         |
| 2012   | WM      | Sofia, Bulgarien                             | Platz 37 (3. Division II, Gruppe B) |                         |
| 2013   | WM      | İzmit, Türkei                                | Platz 40 (6. Division II, Gruppe B) | Abstieg in Division III |
| 2014   | WM      | Sofia, Bulgarien                             | Platz 41 (1. Division III)          | Aufstieg in Division II |
| 2015   | WM      | Kapstadt, Südafrika                          | Platz 38 (4. Division II, Gruppe B) |                         |
| 2016   | WM      | Mexiko-Stadt, Mexiko                         | Platz 40 (6. Division II, Gruppe B) | Abstieg in Division III |
| 2017   | WM      | Sofia, Bulgarien                             | Platz 42 (2. Division III)          |                         |
| 2018   | WM      | Kapstadt, Südafrika                          | Platz 42 (2. Division III)          |                         |
| 2019   | WM      | Sofia, Bulgarien                             | Platz 41 (1. Division III)          | Aufstieg in Division II |
| 2022   | WM      | Reykjavík, Island                            | Platz 35 (4. Division II, Gruppe B) |                         |
| 2023   | WM      | Istanbul, Türkei                             | Platz 37 (3. Division II, Gruppe B) |                         |
| 2024   | WM      | Sofia, Bulgarien                             | Platz 38 (4. Division II, Gruppe B) |                         |
| 2025   | WM      | Dunedin, Neuseeland                          | Platz 38 (4. Division II, Gruppe B) |                         |

## Bekannte Spieler
- Konstantin Michailow, Teilnehmer an 23 WM-Turnieren von 1989 bis 2014
- Roman Morgunow
- Kiril Wascharow